# 45th Infantry Division (Vereinigte Staaten)
Die 45th Infantry Division (deutsch 45. US-Infanteriedivision) Spitzname Thunderbird (deutsch: Donnervogel) war eine 1923 gegründete und 1968 aufgelöste Division der United States Army National Guard. Sie war eine Infanteriedivision der US-Armee, die zumeist mit der Oklahoma Army National Guard in Verbindung gebracht wurde. Die Gardisten hatten den größten Teil ihrer Geschichte ihr Hauptquartier in Oklahoma City, Oklahoma, und kämpften sowohl im Zweiten Weltkrieg als auch im Koreakrieg.

## Geschichte
Die erste Formation der 1923 aktivierten 45th Infantry Division erlebte in der Zwischenkriegszeit keine größeren Aktionen, bis sie Ende 1941 zu den ersten Einheiten der Nationalgarde gehörten, die im Zweiten Weltkrieg aktiviert wurden.

### Zweiter Weltkrieg

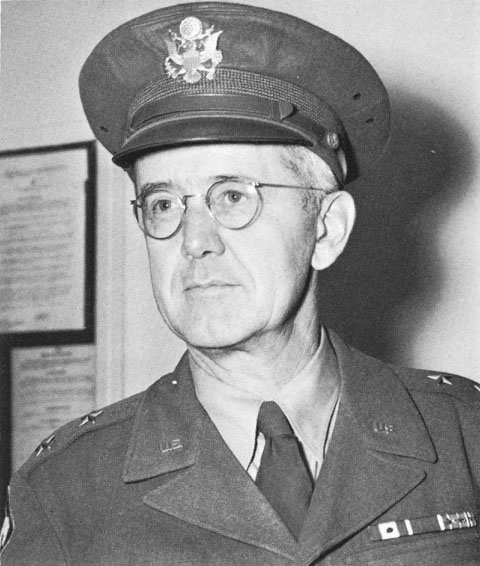
William W. Eagles

Die 45. Division landete am 10. Juli 1943 unter Generalmajor Troy H. Middleton während der Operation Husky an der Südküste Siziliens bei Scoglitti und führte dann im Rahmen des II. Corps den Vormarsch nordwärts und dann nach Messina.
In der Operation Avalanche kam es zur Landung der Division an der Küste von Pästum südlich von Salerno (9./10. September), damit begann dann der Festlandkrieg im Italienfeldzug 1943. Die Truppen konnten zunächst nur langsam vorankommen und wurden dann in den Anzio-Brückenkopf überführt, nach dem Ausbruch nahm die Division an den Kämpfen am Volturno und nach der Schlacht um Monte Cassino Anfang Juni 1944 an der Befreiung von Rom teil.
Seit 22. November 1943 kommandierte Generalmajor William W. Eagles die Division, der nach einer Verwundung am 3. Dezember 1944 von Generalmajor Robert T. Frederick abgelöst werden musste. Nachdem die 45. Division Mitte August 1944 in der Operation Dragoon im Rahmen des VI. Corps (Generalmajor Lucian K. Truscott) im Raum Fréjus-Sainte-Maxime gelandet war, begannen ihre Truppen den Vormarsch über Grenoble, Bourg und Besançon. Nach der Befreiung von Épinal und Rambervillers im September 1944 kam es zum längeren Stellungskrieg in den Vogesen.
Im März 1945 wurde die Division für die Schlussoffensive ins Innere Deutschlands dem XV. Corps (Generalmajor Wade H. Haislip) zugeteilt. Die Truppen stießen nach der Überquerung des Rheins entlang des Main in Richtung Franken vor. In der Karwoche nahm die Division an der heftigen Schlacht um Aschaffenburg teil.
Während der Schlacht um Nürnberg (16. bis 20. April 1945) gelang die Befreiung von Nürnberg. Am 29. April 1945 befreite das 3. Bataillon des 157. Infanterieregiments der 45. Infanteriedivision das KZ Dachau.

#### Organisation ab 1944
Die Division setzte sich aus den folgenden Einheiten zusammen:
Führungsgruppe
- Headquarters Company

Infanterieabteilungen
- 157th Infantry
- 179th Infantry
- 180th Infantry

Kampfunterstützungsgruppen
- 45th Reconnaissance Troop (Mechanized)
- 120th Engineer Combat Battalion
- 700th Ordnance Light Maintenance Company
- 45th Quartermaster Company
- 45th Signal Company

Divisionsartillerie
- 158th Field Artillery Battalion (105mm Howitzer)
- 160th Field Artillery Battalion (105mm Howitzer)
- 171st Field Artillery Battalion (105mm Howitzer)
- 189th Field Artillery Battalion (155mm Howitzer)

Tross
- 120th Medical Battalion

- Military Police Platoon
- Band

Je nach Bedarf wurden der Division Einheiten (bspw. Flugabwehr oder Panzereinheiten) temporär zugeordnet.

#### Verluste im 2. Weltkrieg
Im Zweiten Weltkrieg erlitt die Einheit folgende Verluste:
- Gesamt:  10,458
- Gefallen: 1,510
- Verwundet: 7,246
- Vermisst: 1,436
- Gefangene:  266